# ブライト・ノア
- ガンダムシリーズ
  - 機動戦士ガンダム > 機動戦士ガンダムの登場人物 地球連邦軍 > ブライト・ノア
  - 機動戦士Ζガンダム > 機動戦士Ζガンダムの登場人物 > ブライト・ノア
  - 機動戦士ガンダムΖΖ > 機動戦士ガンダムΖΖの登場人物 > ブライト・ノア
  - 機動戦士ガンダム 逆襲のシャア > 機動戦士ガンダム 逆襲のシャアの登場人物 > ブライト・ノア
  - 機動戦士ガンダムUC > ブライト・ノア
  - 機動戦士ガンダム 閃光のハサウェイ > ブライト・ノア

ブライト・ノア (Bright Noa / Bright Noah) は、アニメ『機動戦士ガンダム』に始まる宇宙世紀を舞台にしたガンダムシリーズに登場する架空の人物。
英国系で宇宙世紀0060年生まれ。最終階級は大佐。複数の作品で主人公が所属する艦の艦長を務め、幾多の戦場で指揮を執っている歴戦の軍人。特にシリーズ最初の主人公であるアムロ・レイとは戦友と呼べる間柄。若きパイロットたちの辿るニュータイプの覚醒の道のりも見てきている。
『機動戦士ガンダム』『機動戦士Ζガンダム』『機動戦士ガンダムΖΖ』『機動戦士ガンダム 逆襲のシャア』『機動戦士ガンダムUC』の本編5映像作品に登場しており、ガンダムシリーズ登場人物の中で最多の映像作品登場数を誇る。

## 経歴および劇中での活躍
階級についてはテレビアニメ版に準拠。

### 一年戦争（『機動戦士ガンダム』）
アムロ同様全話に登場。戦争以前の経歴について詳細は不明だが、テレビ版第3話で「宇宙に出るのは今回が初めて」と語っていることから、生粋のアースノイドであったことが窺える。ただし両親はスペース・コロニー建設に従事しているとも言われ、共に一年戦争で戦死しているという（父親は軍人であるとする資料もある）。
ホワイトベース艦長に抜擢
宇宙世紀0079年9月、このとき19歳（ORIGINでは20歳に変更された）。サイド7において、搭乗していたホワイトベースがシャア・アズナブル率いるジオン軍部隊の急襲を受け、地球連邦軍士官候補生（ORIGINではこの時点で既に中尉）であった彼は、サイド7を脱出した民間人を成り行きでまとめさせられ、初代艦長・パオロ・カシアスが負傷すると二代目艦長に抜擢される。
19歳の新兵（第1話時点で軍歴6か月）でありながら、新造艦ホワイトベース、およびガンダムをはじめとする最新鋭モビルスーツを中心に南米のジャブローへ向かい、ルナツーでは新米指揮官ながらもシャアが補給を受けるのを妨害するなど計略に陥れている。正反対であるアムロには厳しくしながらも「シャアを越えるパイロット」と当初から認めていた。
地球降下後
地球降下後は、宇宙から追いかけてきたシャアと北米で迎え撃つ形になったガルマ・ザビが組んでの追撃を、シャアの思惑やマチルダ・アジャンの補給部隊の助け、そして休戦を利用してのシャアをも欺く奇策を遂行して戦い抜き、連戦連勝を重ねる。さらにシャアの裏切りもあってガルマ・ザビを討ち取り、地球連邦軍で最初に直接ザビ家の構成員を倒す功績を挙げる。
しかしその一方で、過酷な戦いの連続による余裕の持てない心境から、成り行きで軍人として戦う事になってしまったアムロ・レイを始めとする元民間人のクルー達への配慮が足りず、衝突を繰り返すだけでなく、時には横暴とも言える態度に出る事もある。更に若くして高い戦績を収めていった事が逆に災いしてか、半ば無理矢理ガンダムで戦わせ続けていたアムロの精神的疲労や努力を省みず、突如彼をそのパイロットから降ろすという決定を下した結果、話を聞いていたアムロがガンダムで脱走してしまうという事態を招いている。
その後、何とかアムロが帰還し、白兵戦をも辞さないランバ・ラル隊との死闘をもくぐり抜けるが、ラルの敵討ちに現れたクラウレ・ハモンと相打ちになる形で僚友で心の支えだったリュウ・ホセイが戦死してしまい、その動揺から心労で体調を崩し、ホワイトベースの指揮権を一時的に操舵手のミライ・ヤシマに委ねる。その後もオデッサ作戦やジャブロー攻防戦で戦果を挙げ、ジャブローで正式に中尉に任官（それ以前に、知らないうちに跳躍昇進の措置を採られて少尉にされていることをマチルダから告げられている）。
劇場版では、脱走の罪によりホワイトベース内の独房に入れられたアムロが「ブライト中尉」と呼んでおり、ジャブローでは大尉に任官されている。また、ジャブローにおいてティアンム艦隊麾下の第13独立部隊へ編入され、「囮部隊」としての任務を遂行するため、再び宇宙へ向かう。
漫画『機動戦士ガンダム THE ORIGIN』では中尉になって間もなかったことを理由にジャブローでは大尉昇格にとどまったが、映画『機動戦士ガンダム ククルス・ドアンの島』では少佐になっている。
再び宇宙へ
ソロモン要塞攻略戦を経て、最終決戦地となるア・バオア・クー要塞の戦闘に参加。ホワイトベースのエンジンが被弾して航行不能に陥ると艦を要塞内部に着底させ、自ら銃を取る。アムロのニュータイプ能力により、「このままでは全滅する、総員退艦命令を」との進言を受けて乗員と共にランチで脱出、無事に生還する。
序盤では自身の経験不足と気負い過ぎもあり乗組員との衝突も多いが、同僚のリュウ・ホセイの陰のサポートもあり乗組員は次第に団結していく。ブライト自身もホワイトベースでの戦いを通じて精神的、延いては指揮官として成長を遂げる。ホワイトベース隊は素人ばかりの集団でありながら常に最前線で戦果を残すことができた。そしてリュウの死後は自らが率先して気配りをみせるようになり、アムロとの対立も少なくなる。
アムロに対しては当初、戦い方や考えの未熟さを叱責し、生意気な態度と独断専行に立腹し、その才能を認めつつもガンダムのパイロットを解任するなど、ことさら厳しい態度をとっている。「ブライトはアムロのことを怖がっている」というのが、アムロが独房に入れられた際にリュウが語った分析である。
しかし、アムロを認めていることは確かであり、ガンダムの空中ドッキング訓練のときも、これ以上のタイムの短縮は無理だと言う周囲に対し「アムロならできる」と押し切ったり、「お前なら赤い彗星をも超えられるはずだと思っていたんだが」という言葉でアムロを奮い立たせることもある。ただマチルダやミライが早い段階から語っていたアムロ、セイラのニュータイプ適性には終盤まで懐疑的だった。
一年戦争後
一年戦争後、ミライと結婚。ハサウェイ、チェーミンの二児に恵まれる。
小説版『機動戦士ガンダム』では異なった運命を辿っており、シャア・アズナブルのクーデターに協力した功績に対して、ミライ達と共に新生ジオン共和国の国籍を与えられ、シャアの国家再建を助けている。
『ORIGIN』では戦後、宇宙世紀0083年時には司令部勤務となっており、後述する閑職には回されていない。

### グリプス戦役（『機動戦士Ζガンダム』）
テンプテーション船長として
宇宙世紀0087年3月、一年戦争での功績にもかかわらず、ニュータイプの存在を恐れた連邦上層部の意向で左遷され、連絡船テンプテーションの船長を務めている。民間人であるカミーユ・ビダンやファ・ユイリィからサインをせがまれる程の有名人で、アーガマ艦長就任以前から「ブライト・キャプテン」と尊称される。またエマ・シーンからはティターンズ在籍時より敬意を示されるが、バスク・オムに近い一部のティターンズ士官からは彼の言動への反感を買い、上下階級の区別なしの集団暴行を受けている。
アーガマ二代目艦長に就任
エゥーゴによるガンダムMk-II強奪の際、グリーン・ノアの難民を保護しテンプテーションで漂流しているところをアーガマに救助される。その後、エゥーゴに参加し（階級は中佐から大佐へ）、ヘンケン・ベッケナーの禅譲によりアーガマ二代目艦長に就任する(ヘンケンはラーディッシュに移乗して艦長になる)。
7年のブランクを感じさせず、就任直後にジャブロー降下作戦の艦隊指揮を任される。ニュータイプのカミーユやクワトロ・バジーナの活躍もあって、エゥーゴ艦隊の象徴として、多くの作戦に参加。時にはアナハイムの幹部であるウォン・リーの強硬な主張に手を焼くが、艦長として毅然とした態度を貫いている。
最終的にティターンズおよびアクシズ（ネオ・ジオン）との三つ巴の戦いを展開。コロニーレーザーとなったグリプス2を捨て身の覚悟で守り切り、ティターンズを壊滅させる。その代償は大きく、カミーユの精神崩壊やカツ・コバヤシやエマなどのパイロットが戦死したので、グリプス戦役後の正規パイロットはファただ一人という状況に追い込まれる。
連邦軍に籍を置く(連邦軍のスペースノイド派としてエゥーゴに参加していた)彼は、地球に残してきた家族を心残りにしており、家族からの手紙で涙を見せるなど家庭人としての一面も見せる。しかし、カミーユのアムロを髣髴とさせる資質を認めてはいるものの、かつてアムロ達との衝突を経て一年戦争という過酷な戦いの中を切り抜けたブライトでも、エキセントリックで自制心が欠如している彼の扱いにはかなり頭を悩まされていたようで、クワトロに対して「自分はカミーユの父親代わりにはなれそうもない」と語った姿からも、その事が窺われる。
また、カミーユが次第に丸くなった後は、かつてホワイトベースに乗っていてエゥーゴに新しく参加したカツの独断専行に悩まされる事になり、結局導く事が出来ないまま、カツは自滅に近い形で戦死してしまう。一方、劇場版ではアーガマに乗船したシンタとクムに対する態度が軟化している（テレビ版では軍艦に幼児を乗せることに不満をあらわにしている）。また、グリプス戦役の最後までカミーユやファを子供として見ている。
漫画『機動戦士Ζガンダム Define』ではティターンズへの抜擢を断り、さらに彼等の方針に異を唱えて二階級降格され少佐となっているゆえに、二階級上の待遇を与えられたジェリド・メサらより制裁を受け、反感が積もってエゥーゴ寄りになったとされる。これに比して、憎んでも飽き足らないクワトロの正体を明らかにされても、最初こそ怒気を隠さぬ対応をとりながらも、彼の言葉をすんなりと認める鷹揚さを見せる。

### 第一次ネオ・ジオン抗争（『機動戦士ガンダムΖΖ』）
アーガマの艦長としてハマーン・カーン率いるネオ・ジオン（アクシズ）との戦いに参加。ティターンズ崩壊直後でエゥーゴが目的達成で元の連邦正規軍に戻りつつあるこの時代で、まだエゥーゴ構成員でもあり連邦正規軍人でもある状態である。艦の修理のためサイド1のシャングリラに立ち寄り、そこで乗りこんできたジュドー・アーシタらに翻弄されながらも、ネオ・ジオンと戦う。深刻な人手不足により半ば自棄的になって態度を軟化させ、シャングリラ育ちの子供たちに対してはアムロやカミーユに対してほど厳しい顔は見せず、おだてたりエサで釣ったりして利用することもある。
特にジュドーに対しては、直感でかつてのアムロとカミーユに感じたものと同様の雰囲気を漂わせていたので積極的にスカウトするという、自身は妻のミライほどニュータイプの素質はないがガンダムタイプの超高性能モビルスーツ（MS）のニュータイプパイロットをプロデュースする人材発掘や呼び寄せの才能に優れている。アムロとカミーユとジュドーの他にカツやバナージ、自身の息子のハサウェイまでもがニュータイプ能力を発揮している。
艦の補修のために立ち寄った補修ドックのラビアンローズで、艦長代理のエマリー・オンスに興味を持たれ、急接近されて困惑する。それほど悪い気はしていないようだが、さすがに妻ミライを差し置いて一線を越えた不倫関係にはなっていない。
その後、地球へ降下しネオ・ジオンの作戦の阻止へ動くが失敗し、宇宙に戻るとアーガマの後継艦ネェル・アーガマの艦長になるが、間もなく月へ異動することになりビーチャ・オーレグに代理を任せ、艦を降りる。そして、月からネェル・アーガマに補給物資を送り続けるために奔走する。
終盤においてブライトを含むエゥーゴの主力艦隊がネェル・アーガマに合流した時には、既にジュドーとハマーンの決戦に決着がつき、アクシズの勢力は瓦解していた。影武者と発覚したミネバ・ザビの前で戦後処理を話し合うエゥーゴ上層部(グリプス戦役時代は志高かったウォン・リーでさえティターンズ崩壊後のわずかな期間で日和見主義に落ちぶれた)に対し、ジュドーは激しい怒りを感じ、高官たちに詰め寄る。そんなジュドーの心境を理解するブライトは、彼のやり場のない怒りを受け止めるため、「情けない大人」の代表として、その鉄拳を敢えて受ける。
その後、ジュドーとルー・ルカは、ジュピトリスIIに搭乗し木星圏へと向かうが、その旅立ちをリィナ・アーシタとセイラ・マスを含めたエゥーゴのクルーたちとともに月面フォン・ブラウン市の宇宙港で見送る。

### 第二次ネオ・ジオン抗争（『機動戦士ガンダム 逆襲のシャア』）
宇宙世紀0093年3月、地球連邦軍・独立新興部隊「ロンド・ベル」の旗艦ラー・カイラム艦長兼艦隊司令（大佐）として、アムロと共にシャア率いるネオ・ジオンと戦う。前作で見せていた柔弱な態度は影を潜め、一軍の指揮官としての厳しさを滲ませる。一年戦争以来の戦友となるアムロとは心を許す間柄となっており、連邦政府議員とのコネクションも持つなど上級将校らしくなっている。
地球から逃れてきた息子のハサウェイを保護し、決戦前には遺書を書かせ軍人としての生き方を見せる。地球に落下する小惑星アクシズを止めるため、核攻撃を行うが失敗。工作部隊を自ら指揮し内部に潜入、アクシズを爆破しようとする。爆破・分断し工作に成功したと思われたが、爆破の衝撃が強すぎたため、分断したアクシズの片割れ（地球を寒冷化するのには十分な大きさのもの）にブレーキをかけ、地球への落下コースに入らしめてしまう。
艦に戻ったブライトは、アムロがアクシズを止めるために単機で取り付いたのを知り、自分たちもそれを助けるためにラー・カイラムでアクシズを押せとまで言う。しかし、最後には地球から離れるアクシズをラー・カイラムのブリッジから呆然と見つめ、激戦の中、劇中の主要人物で数少ない生き残りとなる。
なお、この作戦中にハサウェイがジェガンに無断で搭乗して出撃しているが、その後の時代を描いた劇場アニメ『機動戦士ガンダム 閃光のハサウェイ』では、ハサウェイが「父に迷惑をかけた」と語った上で、彼の経歴には「敵（ギラ・ドーガ）を1機撃墜」の記録のみが残っている事が描写されている。
漫画『機動戦士ガンダムUC 虹にのれなかった男』では、抗争終結直後の0093年3月に連邦軍上層部による極秘の審問会に召還され、抗争中の複数の嫌疑がかけられる。カムラン監査官から核弾頭を受け取ったこと、そして息子ハサウェイによるMSの無断使用。審問を受ける中、ブライトは一年戦争からこれまでのみずからの戦歴を思い返す。上層部はこれらの訴追を免責する代わりに、「アクシズ・ショック」がニュータイプ的な現象ではなく、ロンド・ベル隊の分断作戦の成功によるものであると公表するよう要請する。ブライトは拒否しようとするが、直前に現れたアムロ、カミーユ、ジュドーのイメージから、ニュータイプが生きるにはまだしがらみが多い世界であり、これからも手助けになってほしいとのメッセージを受ける。思い直したブライトは、自分をロンド・ベル隊司令として留任させることを条件に、上層部に従う。

### ラプラス事変（『機動戦士ガンダムUC』）
宇宙世紀0096年、トリントン基地におけるジオン軍残党迎撃任務から本件への関与を開始する。この戦いの後にバンシィと鹵獲されたユニコーンガンダムをラー・カイラムへ収容し、そのまま両機をガルダへ移送する任務を受ける。このとき、ユニコーンガンダムのパイロットであるバナージ・リンクスと出会い、彼にかつてのガンダムパイロットたちを重ねて見て、助言を送っている。
ユニコーンガンダム、ひいては「ラプラスの箱」の情報をビスト財団の手元に置くことに危険性を感じたブライトは、カイ・シデンを介してガランシェール隊と接触、移送任務内容をリークすると同時に、宇宙で単艦行動をとるネェル・アーガマへと特命を下すことで、実質的にユニコーンガンダムとバナージの一時逃亡を手引きする。
直後に自身もラー・カイラムで宇宙へ上がり、改めてガランシェールを拿捕しようとするが、この時既にユニコーンガンダムとクルーはネェル・アーガマへ乗り移っており、無人のガランシェールが自爆したことで彼らの所在を見失ってしまう。手がかりのないままユニコーンガンダムの捜索に当たるが、その最中にカイからビスト財団の不穏な動きについて報告を受けたことで再び地球へ降下。シャイアン基地のコロニーレーザー制御施設「カフカスの森」を強襲して、マーサ・ビスト・カーバインを拘束することでラプラス事変の収拾に一役買っている。
なお乗艦ラー・カイラムの艦長室には、長年の戦友であったアムロ・レイの写真が飾られている。
小説『機動戦士ガンダムUC』では、ロンデニオンにてロンド・ベルの指揮官の任に就いている。序盤はビスト財団の息のかかった参謀本部の意向でラプラスの箱を巡る事件から遠ざけられ、指揮下のネェル・アーガマの動向すら秘匿されている。しかし政治的野心とは無縁の実直な軍人と見込まれ、ローナン・マーセナスの指名を受ける形で「ラプラス戦争」に巻き込まれることとなる。最終的には一連の事件の情報を旧知の議員であるジョン・バウアーにリークすることで財団を牽制するも参謀本部からは更迭されることとなる。

### マフティー動乱（『機動戦士ガンダム 閃光のハサウェイ』）
宇宙世紀0105年、階級は大佐。ブライトはマフティー・ナビーユ・エリン討伐の南太平洋方面軍（キルケー部隊）司令に着任のためビーム・バリアー装備のラー・カイラムで、他二隻の艦艇を伴い地球に降下する。降下中も、なにかと地球にいるハサウェイのことを考えている。ブライトが基地に到着する頃には前任のケネス・スレッグ准将によりマフティーは逮捕された後であった。ブライト本人は、マフティーが息子のハサウェイであるとは知らされておらず、庭でケネスの手によりマフティーが処刑される同時刻、屋敷で待機している（ケネスはブライトに息子殺しを行わせないよう内密に迅速にマフティーを処刑する）。
その後、メジナウム・グッゲンハイム大将の策略によって、マフティーを処刑したのはブライト本人だという新聞社独自のインタビューが世間に発表され、皮肉にもブライトはマフティーの正体をこの報道で知ることになる。この報道後のブライトの心境は語られていない。
また、この頃の彼は軍退役後に、今まで戦争で知ったことを無駄にしないよう「人類はニュータイプに変革しなければならない」という高邁な理想を掲げ政治に出馬しようかと考えている。だが、アムロやハヤトなど戦友が目の前で亡くなっていったことで精神的に疲弊しており、しばらくは妻と一緒にレストランでも開いて英気を養い、世俗の中で政治家としての方法論を学んでいく計画を立てる。それを実現するためクッキング学校に通おうとも考える。しかし提出した退官届は無視され続けており、その理由はあくまで噂であるが、もしブライトが政治家にでもなりニュータイプに有利な発言をした場合や、軍内でニュータイプの再来や反逆があった場合に、優秀なニュータイプパイロットであったアムロやカミーユを統括していたブライトを拘束し人質にするといった考えが連邦政府の閣僚や軍のトップにあるからとされる。

## 担当声優
- 鈴置洋孝 - テレビアニメ『機動戦士ガンダム』 - 劇場アニメ『機動戦士ガンダム 逆襲のシャア』まで（初代専任）
- 成田剣 - OVA『機動戦士ガンダムUC』以降の関連作品（2代目専任）
- 置鮎龍太郎 - テレビアニメ『ガンダムさん』

2006年にオリジナルキャストである鈴置が逝去。以降数年間に発売されたガンダム関連のゲーム作品では、新たなキャストを立てずに基本的にライブラリでの出演となっていた。そのため、全編フルボイスが特徴のゲーム『SDガンダム GGENERATION SPIRITS』では、生前に収録されていないシナリオパートでは、テキストのみの無声の処置がなされていた。2011年に『機動戦士ガンダムUC』（episode 4）にて、新キャストとして成田剣が起用され、以降はゲーム作品でも成田による新規録音の音声が使われるようになった。

## その他
- 初期ラフデザインの段階では、金髪のコーカソイド的風貌になっているが、本編や、小説中でも「ジャパニーズ・オットチャン[10]」と揶揄されるほどの日本人顔になっている。
- 『アニメージュ』1979年12月号で、読者の質問に答える形で富野喜幸(現・由悠季)は、名前の由来は「ノアの方舟の輝き」、趣味は「自分の部屋でプラモデルを作ること」と発言している[11][12]。
- 映画『逆襲のシャア』では、デザインを担当した北爪宏幸の案で、艦長らしい貫禄をつけることを意図してちょび髭と顎髭を生やした初期設定画が描かれたが、監督の富野から「ブライトにこんな髭は生えない」と否定されて没になり[13]、映画では髭のないデザインが採用された。ムック『NEWTYPE 100% COLLECTION 機動戦士ガンダム 逆襲のシャア』では、口髭を生やした姿のイラストも見られる。さびしうろあき・柳瀬敬之作画による2014年のコミカライズ版『ベルトーチカ・チルドレン』では、頬髭を生やした姿にリメイクされたブライトが漫画に登場しているが二巻の巻末漫画で剃っている。
- 『機動戦士Ζガンダム』『機動戦士ガンダムΖΖ』では白目部分が描かれないが、『機動戦士ガンダム』では主にアップのみ白目が描かれており、『機動戦士ガンダム 逆襲のシャア』では常時白目が描かれている。ボイスドラマ『鏡のむこうのプル』では自虐ネタにしていたり、漫画『機動戦士ガンダム THE ORIGIN』では、カイ・シデンに「白目なし」と揶揄されている。
- 安彦良和の裏設定では近眼であり、事務仕事の際には眼鏡を愛用していることになっていた。日本サンライズ刊『機動戦士ガンダム記録全集』に於ける安彦自身によるイラストのみならず、みのり書房刊のガンダムセンチュリーに収められた短編「ホワイトベース・ライヴ」（監修：星山博之、構成／文：松崎健一、画：美樹本良晴（現・晴彦）、美術：藤江優子）にも、私室で「珍しく眼鏡をかけた」ブライトの描写とイラストがある。しかし、映像作品での裏づけはない。
- 監督・富野由悠季のいわゆる「トミノメモ」によれば、『機動戦士ガンダム』で放映されなかった4クール目にブライトの恋物語があった。和平のためホワイトベースを訪れたデギン・ソド・ザビ公王の秘書クスコ・アルがその相手であり、真の意味で惚れた女性であったが、スパイであることが露見してブライト自らの手で射殺される、という筋書きであった。

## 指揮を執った艦船
- ホワイトベース
- テンプテーション（旅客船）
- アーガマ
- ネェル・アーガマ
- サラミス改（『ΖΖ』最終決戦時）
- ラー・カイラム